# Manuel Escudeiro Ferreira de Sousa
Manuel Escudeiro Ferreira de Sousa (Lisboa) foi um militar e administrador colonial português.
Foi governador da capitania de Santa Catarina, de 2 de fevereiro de 1749 a 25 de outubro de 1753, nomeado por Carta Patente de 15 de setembro de 1748. No seu tempo chegou o grosso  dos casais açorianos, que hão de ter somado 4500 pessoas.